# The Partner 〜愛しき百年の友へ〜
『The Partner 〜愛しき百年の友へ〜』（日：ザ パートナー 〜いとしきひゃくねんのともへ〜、越: Người cộng sự/𠊛共事）は、2013年（平成25年）9月29日に放送されたスペシャルドラマ。日本とベトナムの国交樹立40周年を記念して、日本のTBSテレビとベトナムのVTVによる、初の共同制作で作られ、両国で同日放送された。東山紀之、ファン・フィン・ドンのダブル主演。
撮影には、映画撮影用デジタルビデオカメラのSONY CineAlta PMW-F55が、TBSにて初めて導入された。

## キャスト

### 明治編
浅羽 佐喜太郎
演 - 東山紀之
ファン・ボイ・チャウ
演 - ファン・フィン・ドン
大岩 あかね
演 - 武井咲
浅羽 まき
演 - 吹石一恵
クォン・デ
演 - グェン・ビン・ミン
チャン・ドン・ファン
演 - レ・ホン・ダン
警官
演 - 伊集院光
犬養 毅
演 - 武田鉄矢
大隈 重信
演 - 柄本明

### 現代編
鈴木 哲也
演 - 東山紀之
グェン・タイン・ナム
演 - ファン・フィン・ドン
レ・ホン・リェン
演 - グェン・ラン・フォン
鈴木 さくら
演 - 芦田愛菜
畠山 紀彰
演 - 中丸雄一（KAT-TUN）
木下 真知
演 - 十朱幸代

## スタッフ
- 脚本 - 谷口純一郎
- 音楽監督 - 遠藤浩二
- 演出 - 武藤淳
- 撮影監督 - 森哲郎
- 美術監督 - 宮崎もりひろ
- アートデザイナー - Dang Trong Tuan
- 脚本協力 - 西森英行
- 演出補 - 原田裕紀、佐藤亮介、唐澤弦志、小牧桜
- 音楽コーディネート - 溝口大悟
- CG - 酒井基宏
- アクションコーディネーター - 矢部大、鈴村正樹
- スタント - 梶聡志
- 撮影 - 星竜太
- カメラ - グェン・マイ・ヒエン（VTV）
- 美術プロデューサー - 芝田正（アックス）
- 美術制作 - 串岡良太郎（アックス）
- 衣装 - 早船光則、中村さよこ
- 衣装デザイナー - グェン・チ・トゥ・ハー（VTV）
- メイク - 高村明日見、濱崎亜由美
- 結髪 - 梅澤文子
- 時代考証 - 竹本知行
- ベトナム歴史考証 - チュン・タオ
- 芸術・文学アドバイザー - ダン・ニャット・ミン
- 医療指導 - 山本昌督
- 漢文監修 - 澁澤尚
- 書道所作 - 日本書道教育学会 / 池田知之
- 通訳 - Tran Ngoc Hong Thuy、Nguyen Tran Ngoc Anh、Phan Thanh Nga、Manh Thi Le Chinh、荘秀英子、北山夏季
- 英訳協力 - 大西由記、James McLeod、的井友香
- 特別協力 - 浅羽秀一、浅羽ベトナム会、安間幸甫、岡本利枝、常林寺
- 資料提供 - 中央大学附属中学校・高等学校、Data Center of Vietnam Television、Vietnam Museum of Revolution
- 企画協力 - 後藤田健、田中俊太郎、Ngo Thanh Dung、電通メディアベトナム
- 編成 - 上田学、渡辺信也
- 制作担当 - 鷲山伸人
- ベトナム制作 - 荘真希
- ユニットマネージャー - Bui Thi Hoa
- アシスタントユニットマネージャー - Tran Van Minh
- アシスタントマネージャー - Nguyen Tien Ngoc
- 国際局 - Pham Xuan Quynh
- PR・アドバタイジングディレクター - Do Thi Lan Huong
- ゼネラルプロデューサー - 林慎太郎、Ho Kien
- プロデューサー - 片山剛、ド・タイン・ハイ、遠藤正人
- ディレクター - 松田礼人、ファン・タイン・フォン
- アソシエイトプロデューサー - 三城真一、Nguyen Hoang Duong
- アシスタントディレクター - Bui Tien Huy、Pha Gia Phuong、Do Gia Chung
- 制作協力 - ドリマックス、VFC
- 制作著作 - TBS・VTV

## 受賞
- 第18回ベトナム･フィルム･フェスティバル
  - 大賞
  - 最優秀編集賞
  - 最優秀美術賞
  - 最優秀主演男優賞（ファン･フィン･ドン）
  - 最優秀主演女優賞（武井咲）